# Actieve burgers
Actieve burgers (Frans: citoyens actifs) waren onder de Franse Revolutie de categorie mannen die het recht hadden om de samenleving vorm te geven. Zij voldeden aan de voorwaarden om te stemmen in verkiezingen en om bepaalde politieke of militaire functies te vervullen. Het actief burgerschap bestond ten dele uit een cijnskiesrecht, maar ging verder dan dat. Boven hen stonden nog selectievere groepen, zoals zij die in aanmerking kwamen om kiesman te zijn (citoyens électeurs) of om een wetgevend mandaat te bekleden (passief kiesgerechtigden).

## Ontstaan van het begrip
De noties van actieve en passieve burgers werden geïntroduceerd door Sieyès aan het begin van de Revolutie, toen het woord bourgeois plaats moet maken voor citoyen (in het Nederlands allebei burger). De derde stand, die bezig was het laken naar zich toe te trekken ten koste van de adel, wenste niet dat de onderklasse daardoor ook inspraak verwierf. Zij hadden niet de opleiding, noch de tijd of de onafhankelijkheid om die hoge opdracht toevertrouwd te krijgen. Iedere Fransman genoot gelijke bescherming van zijn persoon, eigendom en vrijheid, maar niet iedereen was ook geschikt om bij te dragen aan de publieke zaak. Wie gezien werd als te afhankelijk (vrouwen en kinderen, armen, vreemdelingen...), moest worden uitgesloten. Zij genoten de voordelen van de samenleving, maar waren er niet echt lid van. Dat was de strekking van de Préliminaires de la Constitution die Sieyès op 20 en 21 juli 1789 voorlas aan de Grondwetscommissie en die het beleid zou bepalen. Thouret presenteerde op 29 september een rapport dat het aantal actieve burgers schatte op 4,4 miljoen, zijnde een zesde van de 26 miljoen waarop hij het totale aantal inwoners van Frankrijk raamde. Ongeveer twee vijfde van de volwassen mannen was geen actief burger. Camille Desmoulins bekritiseerde het nieuwe concept in zijn krant: "Maar wat willen jullie zeggen met dat zoveel herhaalde woord Actieve burger? De Actieve burgers zijn degenen die de Bastille hebben genomen".

## Wetgeving
Op 22 oktober 1789 decreteerde de Nationale Grondwetgevende Vergadering vier van de voorwaarden om stemrecht te hebben, waaronder de leeftijdsdrempel van 25 jaar, het betalen van drie daglonen aan directe belastingen en het niet behoren tot het dienstpersoneel. De kieswet van 22 december 1789 nam deze vijf voorwaarden (inclusief de eerder goedgekeurde nationaliteitsvereiste) over en introduceerde het actief burgerschap als term in het positief recht. Om te mogen stemmen in de primaire vergaderingen (de eerste ronde van de getrapte verkiezingen) werden de volgende cumulatieve voorwaarden gesteld:
1. Nationaliteit: Fransman geboren of geworden zijn
2. Leeftijd: 25 jaar oud zijn
3. Vaste woonplaats: sinds een jaar gedomicilieerd zijn in de stad of in het kanton
4. Cijns: directe belastingen betalen ter waarde van minstens drie daglonen
5. Geen dienstpersoneel zijn
6. De burgereed afgelegd hebben
7. Geen gefailleerde of insolvabele schuldenaar zijn

Deze criteria werden nagenoeg identiek overgenomen in de grondwet van 1791, die er de voorwaarde aan toevoegde dat actieve burgers ingeschreven moesten zijn bij de nationale garde van hun woonplaats. De cijns van drie daglonen was vrij bescheiden en viseerde vooral landlopers en bedelaars. Toch waren de effecten van de twee economische drempels aanzienlijk, want er werden ongeveer twee miljoen kiezers mee geëlimineerd.
Op de dag van de bestorming van de Tuilerieën, 10 augustus 1792, maakte de Wetgevende Vergadering een einde aan het onderscheid tussen actieve en passieve burgers. Ze bepaalde dat de verkiezingen voor de komende Nationale Conventie open zouden staan voor alle mannen boven de 21 jaar, gedomicilieerd sinds een jaar, die leefden van de opbrengst van hun werk. De volgende dag behield de eigenlijke kieswet nog de uitsluiting van het dienstpersoneel, maar het onderscheid tussen actieve en niet-actieve burgers werd uitdrukkelijk opgeheven voor de verkiezingen van 1792. De constitutionele basis van het onderscheid werd geschrapt door de grondwet van 1793, die vooral een symbolisch belang had vanwege de uitzonderingstoestand. De grondwet van het Directoire herstelde het cijnskiesrecht in 1795, maar de terminologie van actief en passief werd niet meer gebruikt.

## Voetnoten
1. ↑  Peter McPhee, Liberty or Death. The French Revolution, 2017, p. 93
2. ↑  Révolutions de France et de Brabant, nr. 3, 12 december 1789 (t. I, p. 109). Gearchiveerd op 8 december 2021.
3. ↑  Paul Bastid, Sieyès et sa pensée, 1978, p. 87
4. ↑  Decreet nr. 1297 van 10 augustus 1792. Gearchiveerd op 8 december 2021.
5. ↑  Décret du 11 août 1792 relatif à la formation des assemblées primaires pour le rassemblement de la Convention nationale